# أمر معقد (فلم)
أمر معقد (بالإنجليزية: It's Complicated) فيلم كوميدي رومانسي أمريكي لعام 2009 من تأليف وإخراج نانسي مايرز. الفيلم من بطولة ميريل ستريب وأليك بالدوين وستيف مارتن. يروي الفيلم قصة مالكة مخبز وأم عزباء لثلاثة أبناء تبدأ علاقة سرية مع زوجها السابق، بعد عشر سنوات من طلاقهم بينما تجد نفسها منجذبة إلى رجل آخر. قوبل الفيلم بمراجعات مختلفة من النقاد، الذين أشادوا بفريق التمثيل لكنهم أفادوا بأن قصته متوقعة إلى حد ما. أصبح الفيلم نجاحًا تجاريًا آخر للمخرجة مايرز. صدر الفيلم إلى دور العرض الأمريكية وكندا في يوم عيد الميلاد 2009  وحقق حتى أول أبريل بمبلغ 112.7 مليون دولار. كما حقق في النهاية مبلغ 219.1 مليون دولار في جميع أنحاء العالم ليصبح ثالث أنجح فيلم للمخرجة مايرز.
حصل فريق التمثيل على جائزة المجلس الوطني لنقاد الأفلام على جائزة أفضل طاقم تمثيل في نفس العام. بالإضافة إلى ذلك، ترشح الفيلم لجوائز اختيار النقاد وجوائز القمر الصناعي وحصلت مايرز على ترشيحين لجائزة غولدن غلوب، بما في ذلك أفضل فيلم موسيقي أو كوميدي وأفضل سيناريو. تم تكريم كل من ميريل ستريب وأليك بالدوين بشكل فردي مع ترشيحات أفضل ممثلة وأفضل ممثل مساعد في حفل توزيع جوائز جولدن جلوب  وبافتا (على التوالي).

## طاقم التمثيل
ميريل ستريب: في دور جين أدلر (مالكة مخبز ناجح)
ستيف مارتن: في دور آدم شيفر (مهندس معماري)
أليك بالدوين: في دور جاكوب «جيك» أدلر (زوج جين السابق)
ليك بيل: في دور أغنيس أدلر (زوجة جيك)
هانتر باريش: في دور لوك ديفيد أدلر (ابن جين وجيك)
زوي كازان: في دور غابي أدلر (ابنة جين وجيك الصغرى)
كيتلين فيتزجيرالد: في دور لورين أدلر (ابنة جين وجيك الكبرى)
جون كراسنسكي: في دور هارلي (خطيب لورين)
ماري كاي بليس: في دور جوان
ريتا ويلسون: في دور تريشا
الكسندرا وينتورث: في دور ديان
جيمس باتريك ستيوارت: في دور دكتور موس (جراح التجميل)
بلانشارد ريان: في دور أناليس
مايكل ريفيرا: في دور إيدي
روبرت كيرتس براون: في دور بيتر
بيتر ماكنزي: في دور الدكتور آلان (معالج جين)
روزالي وارد: في دور أليكس
جيمي كلابوتس: في دور تشيس
إمجاي أنتوني: في دور بيدرو أدلر
إميلي كيني: في دور نادلة
نورا دن: في دور سالي
بروس التمان: في دور تيد
ليزا لين ماسترز: في دور المرأة الجميلة في المصعد
بات فين: في دور طبيب الفندق
فالينتي رودريغيز: في دور رينالدو
أندرو ستيوارت جونز: في دور مضيف مطعم
جنيف كار: في دور امرأة في عيادة الخصوبة
ديدري جودوين: في دور ممرضة عيادة خصوبة
جيسيكا سانت كلير: في دور أخصائية زفاف
مارينا سكويرسياتي: في دور ميلاني
روبرت آدمسون: في دور شاب جامعي في الحفل
هيتور بيريرا: في دور موسيقي حفلات
رامين جوادي: في دور موسيقي حفلات
بالاشتراك مع: آلان كومينغ - آن لوكهارت - أوبرا وينفري 

## أحداث الفيلم
تمتلك جين أدلر (ميريل ستريب) مخبزًا ناجحًا في سانتا باربرا بكاليفورنيا، بينما يعمل جيك أدلر (أليك بالدوين) كمحامي ناجح، انفصل جيك وجين قبل عشر سنوات بعد إنجاب ثلاثة أبناء. تزوج جيك بعد الإنفصال من أغنيس (ليك بيل) الشابة التي كان يعاشرها أثناء فترة زواجه من جين. تحضر جين وجيك تخرج ابنهما لوك (هانتر باريش) من جامعته بنيويورك، وبعد عشاء معًا، يبدأ جيك وجين علاقة غرامية تستمر في سانتا باربرا. تشعر جين بالتمزق مع عودة علاقتها بجيك الذي يشعر بسعادة كبرى. في نفس الوقت تقوم أغنيس بالتردد على عيادة الخصوبة بحثاً الإنجاب وهي لا تدري أن جيك يتناول علاج للتبول يؤدي إلى تقليل الحيوانات المنوية. يلتقي جيك بزوجته الأولى جين في إحدى الفنادق حيث يصاب بهبوط شديد ويسارع إليهم طبيب ليوضح أن السبب لحالة جيك هو الدواء. لا يعلم الأبناء عن علاقة جايك وجين شيئًا ولكن هارلي (جون كراسنسكي) خطيب لورين (كيتلين فيتزجيرالد)، ابنة جين وجيك الكبرى، يكتشف هذه العلاقة ولكنه يلتزم الصمت. يبدأ المهندس المعماري آدم شيفر (ستيف مارتن) في إعادة تصميم منزل جين وهو لا يزال يتعافى من طلاقه، ويبدأ في حب جين. في ليلة حفل تخرج لوك تقوم جين بدعوة آدم إلى الحفلة حيث تتطور أحداث الحفلة وتقوم جين بتدخين سيجارة الماريجوانا الذي أعطاها لها جيك قبل الذهاب إلى الحفلة، كما يدخن آدم بعضاً من السيجارة مع جين. يشاهد جيك زوجته السابقة تدخن مع أدم وهم يضحكون ويشعر بالغيرة. تلاحظ أغنيس أن جيك وجين يرقصان معًا وتشعر أنهم على علاقة غرامية. عندما يغادرون الحفلة، يطلب آدم من جين تناول شيء ما. تأخذه جين إلى مخبزها ويصنعان كرواسان الشوكولاتة معًا، وتنتهي الأمسية بقبلة رومانسية. ينفصل جيك عن أغنيس ويذهب للقاء جين، ومن خلال كاميرا الكومبيوتر، في غرفة نوم جين، يرى آدم جيك عارياً ويدرك أن الاثنين كانا على علاقة غرامية. يخبر آدم جين أنه لا يستطيع الاستمرار في مواعدتها لأن ذلك سيؤدي فقط إلى حسرة. يكتشف أبناء جين أيضًا علاقة جين وجيك ولا تصيبهم السعادة بعودة والديهم معًا لأنهم ما زالوا يتعافون من الطلاق. تخبرهم جين أنها لن تعود إلى جيك وتواجهه وتنهي العلاقة بشروط ودية. ينتهي الفيلم مع آدم في منزل جين وهم على استعداد لبدء إعادة البناء.

## إنتاج الفيلم
وافقت نانسي مايرز، في مايو 2008، على كتابة وإخراج الفيلم لصالح شركة استوديوهات يونيفرسال مع إسناد الإنتاج للمنتج الأمريكي سكوت رودين. كان يشار إلى هذا المشروع باسم «مشروع نانسي مايرز» بلا عنوان خلال مرحلة بدايته والإنتاج المبكر له. بدأ تأسيس طاقم التمثيل في أغسطس 2008 مع ميريل ستريب وأليك بالدوين ثم انضم ستيف مارتن في أكتوبر. استمر اختيار الممثلين خلال عام 2009، مع انضمام زوي كازان، ليك بيل، وهنتر باريش في يناير، وجون كراسنسكي في فبراير، وريتا ويلسون في مارس، وكيتلين فيتزجيرالد في يونيو.
تم التصوير الخارجي لمعظم أجزاء الفيلم في سانتا باربرا - كاليفورنيا، والتصوير الداخلي في نيويورك، كما تم تصوير المشاهد الداخلية لمنزل جين في 18 فبراير 2009 في مسرح برودواي في حي بروكلين. استخدمت العديد من المواقع الرئيسية الأخرى خلال الجزء الأول من التصوير في نيويورك، بما في ذلك «بيكنك هاوس» وهو مبنى كبير بحجم الاستوديو في بروسبكت بارك في بروكلين.

## استقبال الفيلم
منح موقع «الطماطم الفاسدة» الفيلم تقييماً مقداره 58% بناءاً على آراء 183 ناقداً سينمائياً، وكتب إجماع نقاد الموقع: «على الرغم من العمل الجيد الذي قام به طاقم التمثيل الجذاب، إلا أنه فيلم كوميدي رومانسي يمكن التنبؤ بكل أحداثه».
منح موقع «ميتاكريتيك» الفيلم تقييماً مقداره 57% بناءاً على آراء 30 ناقد.
منح الجمهور، الذين استطلعت آراؤهم شركة سينما سكور، الفيلم درجة (-A).
وصف ويسلي موريس من صحيفة بوسطن غلوب الفيلم بأنه: «الأكثر تعقيدًا من الناحية العاطفية من بين جميع أفلام المخرجة مايرز» وأشاد بأداء طاقم التمثيل فيه، كما أشار إلى أن الفيلم بدا وكأنه «فيلم مصنوع من أجل أن تظهر ميريل ستريب أفضل حركاتها بطريقة نجمة الأفلام التي لا تقاوم، وأكد أن بولدوين مناسب لها تماماً ويظهر الجانب الرومانسي اليائس من بولدوين بشكل لم نشهده من قبل. إنه لا يسرق هذا الفيلم من ستريب بقدر ما يجعلها ترفرف وتدور وتلوح بيدها وتكسب مكسباُ كبيرًا». وصف مايكل أوسوليفان، في مقالته لصحيفة واشنطن بوست، الفيلم بأنه«قصة حب للبالغين، ومضحك للغاية، خفيف الحمل وثقيل بما يكفي لإيصال رسالة ما»، ومنح الفيلم نجمتين ونصف من أصل أربعة نجوم.
وصف الناقد روجر إيبرت من صحيفة شيكاغو صن تايمز الفيلم بأنه مثال رئيسي على: «صناعة الأفلام المنزلية التي تدور حول الأشخاص في منتصف العمر الذين يميلون إلى الرومانسية» ومدح كل من بالدوين وستريب، وقال عن ستريب: «تلهم في كثير من الأحيان إيماننا بأنها جيدة في كل ما تفعله»، لكنه أشار إلى أنه بينما يحتوي الفيلم على: «أشياء مضحكة» وشخصيات محبوبة، وكان الأمر المعقد هو «إعادة ترتيب البضائع في مخبز نانسي مايرز، وبعضها ينتمي إلى رف عمره يوم واحد»، و«نية مايرز الذكية والجديدة في إظهار حقيقة الخيال الذي يتحقق»، ومع ذلك، فقد شعرت أن الأمر معقد «يتم وضعه بشكل أكبر كقصة أي شخص ستختار» والتي تفتقد «التوتر الدرامي لتغذية خط الحبكة هذا»، ومنح الفيلم نجمتين ونصف من أصل أربعة نجوم.
منحت ليزا شوارزباوم من مجلة «إنترتينمنت ويكلي» الفيلم درجة (−B) وقالت أن الفيلم «إباحي لمن هم في منتصف العمر» وهو تخصص مايرز.
ذكر لو لومنيك من صحيفة نيويورك بوست أنه: "كان من الممكن أن يكون هناك المزيد من الضحك، ولكن بروح البهجة الموسمية الجيدة، اسمحوا لي أن أتوقع أن أفضل مونتاج لصنع الشوكولاتة والكرواسون في تاريخ هوليوود سيساعد هذا الشخص على التنظيف في شباك التذاكر"، كما وجد الناقد أن مارتن بدا "غير مرتاح في دوره الناكر للجميل، بينما ستريب وبالدوين مرتاحين تماماً.
رفضت الكاتبة ستيفاني زاكارك في موقع «صالون.كوم» الفيلم ووصفته بأنه «رسالة أخرى من الجحيم الرومانسي الكوميدي»، وشعرت أن «أليك بالدوين - في سرواله الداخلي ينقذ المخرجة نانسي مايرز في مرحلة منتصف العمر».
صدر الفيلم إلى دور العرض الأمريكية في 25 ديسمبر 2009  وعرض في 2887 داراً للعرض واحتل المرتبة الرابعة في شباك التذاكر الأمريكية بعد أول عطلة نهاية أسبوع بعد «أفاتار»، و«شرلوك هولمز»، و«ألفين والسناجب 2» بمبلغ 22.1 مليون دولار، وسجل متوسط دخل قدره 7655 دولارًا لكل دار عرض. وظهر بشكل جيد خلال العطلات وحتى يناير 2010، وتوقف عن العرض في النهاية في 1 أبريل بمبلغ 112.7 مليون دولار في أمريكا الشمالية ومجموع 219.1 مليون دولار في جميع أنحاء العالم.

## جوائز وترشيحات
جوائز المجلس الوطني للمراجعة - الولايات المتحدة الأمريكية 2009: حصل الفيلم على جائزة أفضل طاقم تمثيل لفيلم 
جوائز بافتا 2010 (جوائز الاكاديمية البريطانية للأفلام) المملكة المتحدة: رشح الفيلم لجائزة أفضل ممثل مساعد (أليك بالدوين)
جوائز (AARP) لأفلام الكبار 2010: فاز بجوائز أفضل ممثل مساعد (أليك بالدوين)، أفضل سيناريو (نانسي مايرز)، أفضل فيلم كوميدي. رشح لجوائز أفضل قصة حب للكبار وأفضل إخراج.
جوائز تحالف الصحفيات السينمائيات 2009: فاز بجائزة ممثلة تتحدى العمر (ميريل ستريب)، فاز بجائزة أفضل تصوير للعُري أو الجنس أو الإغواء (ميريل ستريب وأليك بالدوين). رشح لجائزة صورة المرأة وجائزة إنجاز بارز لامرأة في صناعة السينما.
جوائز محررو السينما الأمريكية - الولايات المتحدة الأمريكية 2010: رشح لجائزة أفضل مونتاج. 
جوائز (ASCAP) للسينما والتلفزيون للموسيقى 2010: فاز الفيلم بجائزة (أفلام توب بوكس اوفيس)
جوائز جمعية نقاد البث السينمائي 2010: رشح لجائزة أفضل فيلم كوميدي.
غولدن غلوب - الولايات المتحدة الأمريكية 2010: رشح لجوانز أفضل ممثلة وأفضل سيناريو وأفضل فيلم كوميدي.
جوائز السينما والتلفزيون الأيرلندية 2010: فاز بجائزة أفضل ممثلة عالمية (ميريل ستريب)
جائزة جوبيتر 2011: رشح لجائزة أفضل ممثلة (ميريل ستريب)
جوائز محررو صوت أفلام - الولايات المتحدة الأمريكية 2010: رشح لجائزة أفضل مونتاج صوتي - موسيقى في فيلم روائي طويل.
جوائز الأقمار الصناعية 2009: رشح لجائزة أفضل فيلم كوميدي.
جوائز الموسيقى التصويرية العالمية 2010: رشح لجائزة أفضل ملحن للموسيقى التصويرية لعام 2010.

## وصلات خارجية
https://www.imdb.com/title/tt1230414/ أمر معقد (فيلم)
https://letterboxd.com/film/its-complicated/ أمر معقد (فيلم)
https://www.filmaffinity.com/en/film149105.html أمر معقد (فيلم)
https://www.blu-ray.com/Its-Complicated/21133/ أمر معقد (فيلم)
https://www.boxofficemojo.com/release/rl2942600705/ أمر معقد (فيلم)
https://www.rottentomatoes.com/m/1208806-its_complicated أمر معقد (فيلم)